# Ninja Reflex
Ninja Reflex est un jeu vidéo de type party game développé par Sanzaru Games et édité par Nunchuck Games, sorti en 2008 sur Windows, Wii et Nintendo DS.

## Accueil
- Jeuxvideo.com : 7/20 (Wii)[1] - 7/20 (DS)[2]